# 紀元前765年
紀元前765年（きげんぜん765ねん）は、西暦による年。

## 他の紀年法
- 干支 : 丙子
- 中国
  - 周 - 平王6年
  - 魯 - 恵公4年
  - 斉 - 荘公贖30年
  - 晋 - 文侯16年
  - 秦 - 文公元年
  - 楚 - 若敖26年
  - 宋 - 武公元年
  - 衛 - 武公48年
  - 陳 - 平公13年
  - 蔡 - 釐侯45年
  - 曹 - 恵伯31年
  - 鄭 - 武公6年
  - 燕 - 哀侯2年
- 朝鮮
  - 檀紀1569年
- ユダヤ暦 : 2996年 - 2997年

## 死去
- 燕の哀侯